# ألفرد فيرنر
ألفرد فيرنر (بالألمانية: Alfred Werner) هو كيميائي سويسري من أصل ألماني ولد في 12 ديسمبر 1866 في الألزاس وتوفي في 15 نوفمبر 1919. درس الكيمياء قبل دخوله المدرسة البوليتكنيكية بزيورخ أين تحصل على الدكتوراه. بعد الدكتوراه ذهب إلى باريس حيث درس بضع سنوات ثم عاد إلى زيورخ للتدريس سنة 1892 وتحصل على الجنسية السويسرية سنة 1895. تحصل على جائزة نوبل في الكيمياء سنة 1913 وكان الكيميائي الوحيد الذي يعمل في الكيمياء لاعضوية الذي تحصل على الجائزة نوبل حتى سنة 1973.

## روابط خارجية
- ألفرد فيرنر على موقع الموسوعة البريطانية (الإنجليزية)
- ألفرد فيرنر على موقع إن إن دي بي (الإنجليزية)